# Elezioni europee del 1994 in Germania
Le elezioni europee del 1994 in Germania si sono tenute il 12 giugno.

## Risultati
| Liste  | Liste                                                     | Gruppo              | Voti       | %     | +/-   | Seggi | +/-   |
| ------ | --------------------------------------------------------- | ------------------- | ---------- | ----- | ----- | ----- | ----- |
|        | Partito Socialdemocratico di Germania (SPD)               | PSE                 | 11.389.697 | 32,16 | 5,16  | 40    | 9     |
|        | Unione Cristiano-Democratica di Germania (CDU)            | PPE                 | 11.346.073 | 32,04 | 2,50  | 39    | 14    |
|        | Alleanza 90/I Verdi (B90/GRÜNEN)                          | GV                  | 3.563.268  | 10,06 | 1,61  | 12    | 4     |
|        | Unione Cristiano-Sociale in Baviera (CSU)                 | PPE                 | 2.393.374  | 6,76  | 1,49  | 8     | 1     |
|        | Partito del Socialismo Democratico (PDS)                  | -                   | 1.670.316  | 4,72  | nuovo | -     | nuovo |
|        | Partito Liberale Democratico (FDP)                        | -                   | 1.442.857  | 4,07  | 1,52  | -     | 4     |
|        | I Repubblicani (REP)                                      | -                   | 1.387.070  | 3,92  | 3,20  | -     | 6     |
|        | Confederazione dei Liberi Cittadini (BFB)                 | -                   | 385.676    | 1,09  | nuovo | -     | nuovo |
|        | I Grigi - Pantere Grigie (GRAUE)                          | -                   | 275.866    | 0,78  |       | -     |       |
|        | Partito Ecologico-Democratico (ÖDP)                       | -                   | 273.776    | 0,77  |       | -     |       |
|        | Autofahrer- und Bürgerinteressenpartei Deutschlands (APD) | -                   | 231.265    | 0,65  |       | -     |       |
|        | Statt Partei (Statt)                                      | -                   | 168.738    | 0,48  |       | -     |       |
|        | Partei der Arbeitswilligen und Sozial Schwachen (PASS)    | -                   | 127.104    | 0,36  |       | -     |       |
|        | Partito Bavarese (BP)                                     | -                   | 110.778    | 0,31  |       | -     |       |
|        | Nuovo Forum (NF)                                          | -                   | 107.615    | 0,30  |       | -     |       |
|        | Altri <100.000 voti                                       | Altri <100.000 voti | 537.941    | 1,52  |       | -     |       |
| Totale | Totale                                                    | Totale              | 35.411.414 |       |       | 99    |       |